# Ildibaldo
Ildibaldo, detto anche Ildibado (Ildibad, Hildebad, Heldebadus, Ildibadus; ... – 541), fu per circa un anno re degli Ostrogoti, dal 540 al 541, durante la guerra gotica.

## Biografia
Nipote del re visigoto Teudi, che governava sulle regioni della penisola iberica. Questa relazione ha portato Peter Heather a suggerire che entrambi appartenevano a un clan potente, ma non di stirpe reale.
Durante la guerra gotica, nel 540, il re ostrogoto Vitige fu fatto prigioniero da Belisario a Ravenna; anche i figli di Ildibaldo furono fatti prigionieri. In quel momento ldibaldo era uno dei Goti a nord del fiume Po che ancora rifiutava di arrendersi al vittorioso esercito bizantino. Dopo la cattura di Vitige, tuttavia, Ildibaldo tentò di negoziare una resa con Belisario, forse a causa del destino dei suoi figli.
Dopo la cattura di Vitige, il principale candidato al trono ostrogoto era Uraia, che era nipote di Vitige, abile comandante militare e comandante della fortezza di Ticinum, l'attuale Pavia. Uraia, tuttavia, declinò perché la sua famiglia mancava di "fortuna reale", e suggerì invece Ildibaldo, al tempo era comandante a Verona. Queste erano le uniche città ancora in possesso degli Ostrogoti. Dopo essere stato eletto re nel 540, Ildibaldo trasferì la sua capitale a Pavia e tentò di nuovo di negoziare una resa, ma dopo che Belisario salpò per Costantinopoli insieme a Vitige agli altri ostaggi, la guerra riprese. Il territorio goto in quel momento consisteva solo di una stretta striscia di terra tra Pavia e Verona, mentre l'esercito era composto da appena 1.000 uomini, sebbene questo numero fosse in aumento.
Come suo primo atto, Ildebaldo offrì nuovamente a Belisario il trono d'Italia, ma questi ricusò ancora, rimanendo fedele all'imperatore Giustiniano. Nel frattempo proprio Giustiniano richiamò Belisario a Costantinopoli sia perché non si fidava completamente di lui, ma anche per fargli prendere il comando militare della contemporanea guerra contro i persiani di Cosroe I. A Costanziano fu comandato di portarsi da Salona a Ravenna e di prendere il comando generale dell'esercito bizantino in Italia.
A Pavia Ildibaldo aprì una zecca per coniare monete d'oro e poter così assoldare truppe ausiliarie franche.
La mancanza di coordinamento tra i restanti comandanti bizantini permise a Ildibaldo di iniziare una riscossa per ripristinare il dominio goto in tutta la Liguria e la Venezia senza incontrare opposizione da parte degli eserciti bizantini. Nel 541 vi fu uno scontro nei pressi della città di Treviso, pesantemente difesa dal suo comandante Vitalio e da un considerevole corpo di Eruli. La battaglia fu una vittoria decisiva per i Goti, con Vitalio che a malapena riusciva a fuggire, mentre il capo degli Eruli fu ucciso. Totila, nipote di Ildibaldo, divenne allora comandante militare di Treviso. Successivamente Ildibaldo fu in grado di estendere la sua autorità su tutta la Pianura Padana. La vittoria gli diede un maggiore appoggio da parte dei i Goti, mentre la rovinosa tassazione romana delle province e la mancanza di coordinamento tra i generali gli permisero di acquisire molti disertori romani. 

### Morte
Ildibaldo non visse abbastanza a lungo per trarre profitto dal prestigio che la sua vittoria gli aveva procurato. Come riporta Procopio. la sua morte fu dovuta a uno screzio con Uraia, alla cui influenza aveva dovuto la sua corona. La moglie di Uraias era bella e ricca: un giorno, andando verso le terme pubbliche, vestita con ricchi abiti e scortata da un lungo seguito di servi, incontrò la regina, che era vestita con un abito molto semplice e la trattò con poco rispetto. La regina implorò Ildibaldo di vendicare la sua dignità oltraggiata; poco dopo Uraia fu messo a morte per tradimento. Questo atto causò una profonda indignazione tra i Goti, eppure nessuno di loro era disposto a vendicare il nipote di Vitige. Ma un Gepido appartenente alla guardia reale, che aveva un rancore personale contro il re, uccise Ildibaldo durante un banchetto nel palazzo: era il 541, probabilmente nel mese di maggio. Procopio nota che la guardia non avrebbe intrapreso questo crimine così efferato, se non avesse avuto l'appoggio della nobiltà gotica, come giusta punizione per l'omicidio di Uraia. Herwig Wolfram suggerisce che questa sia un'invenzione di Procopio per "personalizzare" le cause degli eventi politici, mentre la vera ragione dell'omicidio di Uraia fu dovuta probabilmente al fatto che il clan di Vitige si era alleato con barbari non goti, inclusi Rugi e probabilmente Gepidi, per cospirare contro il governo di Ildibaldo.
In ogni caso la morte di Ildibaldo colse di sorpresa i Goti, che non raggiunsero un accordo sulla scelta di un successore al trono. La questione fu decisa in modo inaspettato: i Rugi, che si erano sottomessi a Teodorico immediatamente dopo la sconfitta e l'uccisione di Odoacre, ma che non si erano mai uniti alla nazionalità gotica e avevano mantenuto la loro identità di popolo separato nel nord Italia, colsero l'occasione per proclamare re Erarico, il più illustre tra di loro. I Goti furono infastiditi dalla presunzione dei Rugi, ma tuttavia non obiettarono alla scelta e riconobbero Erarico, presumibilmente perché non c'era nessuno tra di loro adatto per salire al trono. In ogni caso il regno di Erarico durò solo cinque mesi, successivamente anche Erarico fu ucciso e il regno fu dato a Totila, nipote di Ildibaldo, capace di riprendere le ostilità contro i Bizantini e recuperare il controllo di quasi tutta la penisola italica, prolungando la guerra greco-gotica sino al 553.